# Záhorce
Záhorce (in ungherese Erdőmeg) è un comune della Slovacchia facente parte del distretto di Veľký Krtíš, nella regione di Banská Bystrica.